# 남양주시 을
남양주시 을은 대한민국의 국회의원 선거구이다. 경기도 남양주시의 일부 지역을 관할한다. 현 지역구 국회의원은 더불어민주당의 김병주이다.

## 역사
제17대 국회의원 선거를 앞두고 남양주시 선거구가 갑, 을로 분구되면서 신설되었다.
제20대 국회의원 선거를 앞두고 남양주시의 인구 증가로 인해 남양주시 병 선거구가 신설되었다. 이에 도농동, 지금동, 진건읍, 퇴계원면이 남양주시 병 선거구로 편입되었다.

## 관할 구역
| 대수      | 관할 구역                                                                 |
| --------- | ------------------------------------------------------------------------- |
| 17대~18대 | 남양주시 진접읍, 진건읍, 오남읍, 별내면, 퇴계원면, 도농동, 지금동         |
| 19대      | 남양주시 진접읍, 진건읍, 오남읍, 별내면, 퇴계원면, 도농동, 지금동, 별내동 |
| 20대~     | 남양주시 진접읍, 오남읍, 별내면, 별내동                                   |

## 역대 국회의원
| 선거   | 정당 | 정당         | 의원   |
| ------ | ---- | ------------ | ------ |
| 2004년 |      | 열린우리당   | 박기춘 |
| 2008년 |      | 통합민주당   | 박기춘 |
| 2012년 |      | 민주통합당   | 박기춘 |
| 2016년 |      | 더불어민주당 | 김한정 |
| 2020년 |      | 더불어민주당 | 김한정 |
| 2024년 |      | 더불어민주당 | 김병주 |

## 역대 선거 결과

### 대한민국 제17대 국회의원 선거
|  | 47.57% |

|  | 40.16% |

|  | 5.59% |

|  | 3.64% |

|  | 3.01% |

### 대한민국 제18대 국회의원 선거
|  | 46.17% |

|  | 39.26% |

|  | 5.54% |

|  | 4.12% |

|  | 2.48% |

|  | 1.58% |

|  | 0.82% |

### 대한민국 제19대 국회의원 선거
|  | 56.68% |

|  | 40.98% |

|  | 2.32% |

### 대한민국 제20대 국회의원 선거
|  | 38.63% |

|  | 34.16% |

|  | 25.46% |

|  | 1.73% |

### 대한민국 제21대 국회의원 선거
|  | 59.08% |

|  | 31.43% |

|  | 8.76% |

|  | 0.72% |

### 대한민국 제22대 국회의원 선거
|  | 56.94% |

|  | 40.81% |

|  | 2.23% |